# 7019 Tagayuichan
(7019) 1992 EM1 là một tiểu hành tinh vành đai chính. Nó được phát hiện bởi Atsushi Sugie ở Dynic Astronomical Observatory ngày 8 tháng 3 năm 1992.